# Васкес, Альберто
Альберто Васкес Гуррола (исп. Alberto Vázquez Gurrola; род. 20 апреля 1940, Гуаймас, Мексика) — мексиканский певец и актёр. От Иселы Веги имеет сына Артуро, который тоже стал певцом.
Начал петь в возрасте 6 лет.
За свою карьеру выпустил более 100 альбомов и играл в более 36 фильмах. В настоящее время продолжает выступать и является наставником для молодых артистов.

## Фильмография
- - A ritmo de twist, (Бенито Алазраки), 1962
  - La edad de la violencia, 1964
  - Un callejón sin salida, 1964
  - Luna de miel para nueve, 1964
  - Perdóname mi vida, 1965
  - Santo contra el estrangulador, 1965
  - La alegría de vivir, 1965
  - Lanza tus penas al viento, с Фернандо Луханом, 1966
  - Serenata en noche de luna, с Джиной Романд, 1967
  - Me quiero casar, с Марией Анхеликой, 1967
  - Caballos de acero, с Фернандо Луханом, 1967
  - Vestidas y alborotadas, 1968
  - Patrulla de valientes, 1968
  - Romeo contra Julieta, with Angélica María, Fernando Soler and Eduardo López Rojas, 1968
  - Cuando los hijos se van, с Фернандо и Андресом Солер, 1968
  - Faltas a la moral, 1970
  - Pancho Tequila, 1970
  - Jóvenes de la Zona Rosa, 1970
  - Un amante anda suelto, 1970
  - Águilas de acero 1971, с José Galvez, Nadia Milton и Rodolfo de Anda
  - Nido de fieras, 1971
  - Caín, Abel y el otro, с Enrique Guzmán, César Costa, Lorena Velázquez и Germán Valdés, 1971
  - Ni solteros, ni casados, 1972
  - Mi niño Tizoc, produced by Ismael Rodríguez, 1972
  - Pilotos de combate, 1973
  - Ni solteros, ni cazados, 1980
  - Amor a navaja libre, с Pedro Weber «Chatanuga», 1982